# Зоуи Кравиц
Зоуи Кравиц (на английски: Zoë Kravitz) е американска актриса.
Родена е на 1 декември 1988 година в Лос Анджелис в семейството на музиканта Лени Кравиц и актрисата Лиза Боне, които имат афроамерикански и еврейски произход. Първата ѝ роля в киното е в романтичната комедия „Без резервации“ (No Reservations, 2007), а първият ѝ голям успех е в екшъна „Х-Мен: Първа вълна“ (X-Men: First Class, 2011). През следващите години участва в поредиците „Дивергенти“ и „Фантастични животни“.

## Избрана филмография
- „Без резервации“ (No Reservations, 2007)
- „Другата в мен“ (The Brave One, 2007)
- „Х-Мен: Първа вълна“ (X-Men: First Class, 2011)
- „Дивергенти“ (Divergent, 2014)
- „Дивергенти 2: Бунтовници“ (The Divergent Series: Insurgent, 2015)
- „Лудия Макс: Пътят на яростта“ (Mad Max: Fury Road, 2015)
- „Дивергенти 3: Предани“ (The Divergent Series: Allegiant, 2016)
- „Фантастични животни и къде да ги намерим“ (Fantastic Beasts and Where to Find Them, 2016)
- „Тежка нощ“ (Rough Night, 2017)
- „Кими“ (Kimi, 2022)
- „Батман“ (The Batman, 2022)
- „Мигни два пъти“ (Blink Twice, 2024)